# Fundación Serralves
Fundación de Serralves (en portugués Fundação de Serralves MHSE) está localizada en el Parque de Serralves de la ciudad de Oporto, en Portugal. Allí se localizan la Casa de Serralves y el Museu de Arte Contemporânea de Serralves (Museo Serralves), dedicado al arte contemporáneo.

## Trayectoria
La Fundación Serralves fue creada en 1989 como resultado de una colaboración entre el gobierno portugués e instituciones públicas, privadas o particulares. Sus estatutos y órganos sociales se crearon en el Decreto-Ley nº 240-A/89, siendo Cavaco Silva el primer ministro.
Originalmente los espacios de habitación, privados y exclusivos, la casa y el importante parque fueron expresión de un deseo de Carlos Alberto Cabral (1895-1968), Segundo Conde de Vizela. En ocasión del 25º Aniversario de su fundación, el 3 de diciembre de 2014, fue reconocido con el grado de miembro honorífico de la Orden Militar de Sant'Iago da Espada.
La creación del Museo Serralves en ese recinto se llevó a cabo en el año 1999 bajo la dirección del arquitecto casi portuense Álvaro Siza. Su creación ha supuesto un gran empuje para el Arte Contemporáneo, hoy con peso internacional, de modo que a menudo se habla del Museo Serralves para indicar conjuntamente todo el conjunto de la Fundación y en donde esta se inserta.